# 플랭쉬르센

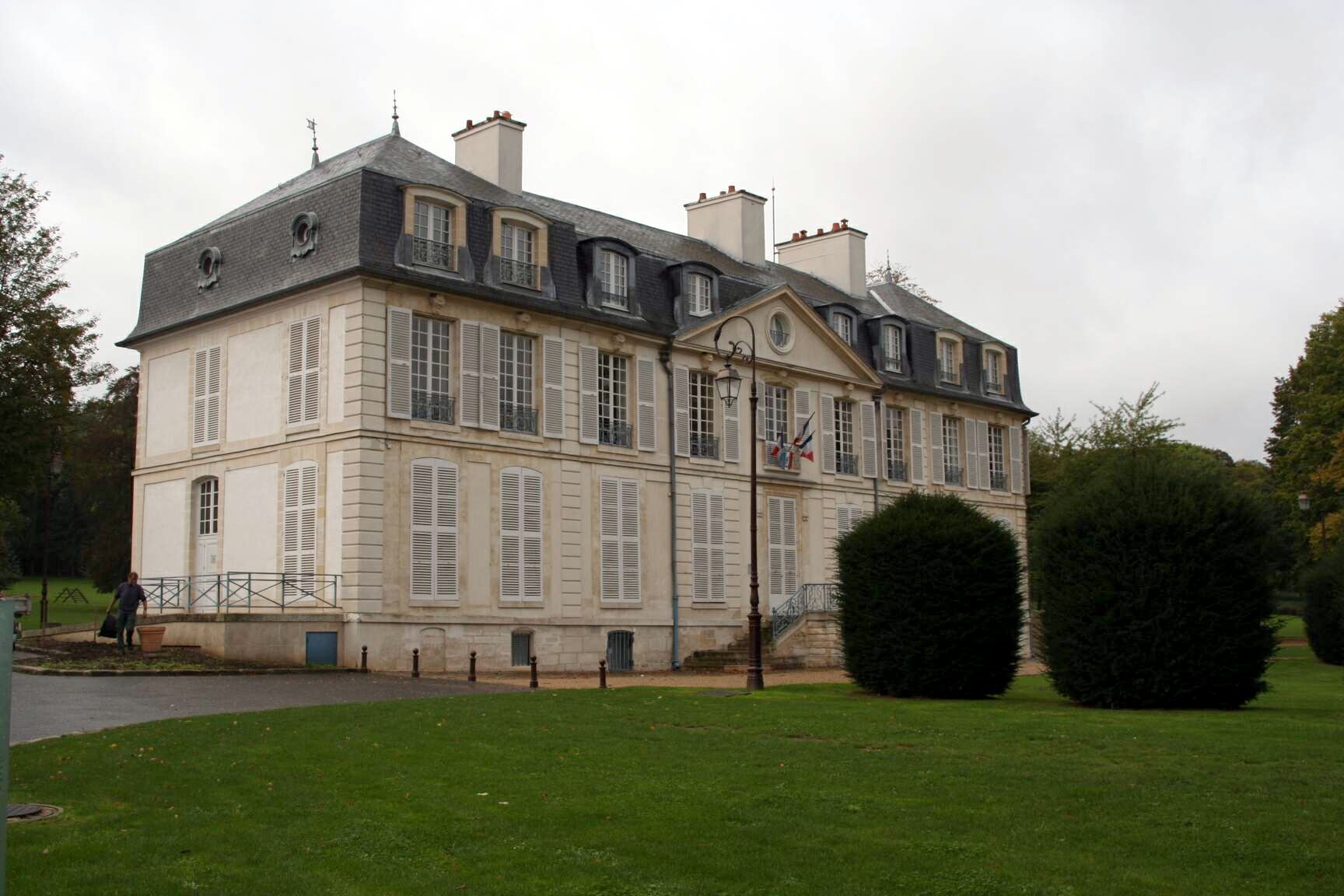
플랭쉬르센 시청

플랭쉬르센의 휘장

플랭쉬르센(프랑스어: Flins-sur-Seine)은 프랑스 중부 지역인 일드프랑스에 위치한 이블린 주의 코뮌이다. 자동차 제조사 르노의 공장이 이 코뮌에 위치하고 있다.

## 같이 보기
- 이블린주의 코뮌 목록